# Pascal Boyer
Pascal Boyer är en i USA verksam fransk antropolog. Boyer innehar Henry Luce-professuren  of Individual and Collective Memory vid Washington University i St. Louis, Missouri.
Boyer förespråkar tanken att mänskliga instinkter ger oss underlag för en intuitiv inlevelseförmåga , som styr våra sociala relationer, moral och preferenser mot religiösa övertygelser. Boyer och andra föreslår att dessa medfödda mentala system fungerar som en inre drivkraft och tendens, som gör människor benägna att omfatta vissa kulturella inslag som tron på övernaturliga väsen och skrock.

## Skrifter
- Tradition as Truth and Communication, Cambridge: Cambridge University Press (1992).
- The Naturalness of Religious Ideas: A Cognitive Theory of Religion, Berkeley: University of California Press (1994).
- Religion Explained: The Evolutionary Origins of Religious Thought, Basic Books (2002). ISBN 0-465-00696-5.